# What Remains of Edith Finch
What Remains of Edith Finch (litt. « Ce qu'il reste d'Edith Finch ») est un jeu vidéo indépendant d'aventure sorti en 2017 et développé par Giant Sparrow, un studio californien dont il n'est que la seconde réalisation. Publié par Annapurna Interactive, alors toute jeune structure d'édition vidéoludique dont il devient l'un des titres phares, il est d'abord disponible sur les plateformes Microsoft Windows, PlayStation 4 et Xbox One, puis est porté en 2019 sur Nintendo Switch et en 2021 sur iPhone et iPad.
Le joueur incarne une jeune fille de retour au pays natal alors qu'elle retourne à l'ancien manoir de sa famille, dont elle est la dernière membre vivante. De pièce en pièce, elle se remémore les souvenirs associés au décès de chacun de ses proches, dans un style interactif qui met l'accent sur la fantaisie, la suggestion et l'onirisme. Inspirée par le réalisme magique et la Weird fiction, cette direction artistique se reflète dans le jeu sous la forme d'une anthologie de mécaniques éclectiques, chaque personnage mettant en scène un procédé narratif et des types d'interactions vidéoludiques différents.
What Remains of Edith Finch reçoit un accueil critique unanimement favorable, la presse spécialisée louant le caractère novateur et inédit de telles mécaniques de jeu pour exposer des sujets aussi délicats que la mort et le deuil, et reçoit le titre de « meilleur jeu de l'année » aux British Academy Games Awards, en plus de se voir distingué pour son style narratif lors de la cérémonie des The Game Awards. Il devient l'une des références du sous-genre vidéoludique du walking simulator, des œuvres proposant au joueur une jouabilité limitée de manière à renforcer l'atmosphère et l'immersion dans l'intrigue.

## Trame

### Scénario

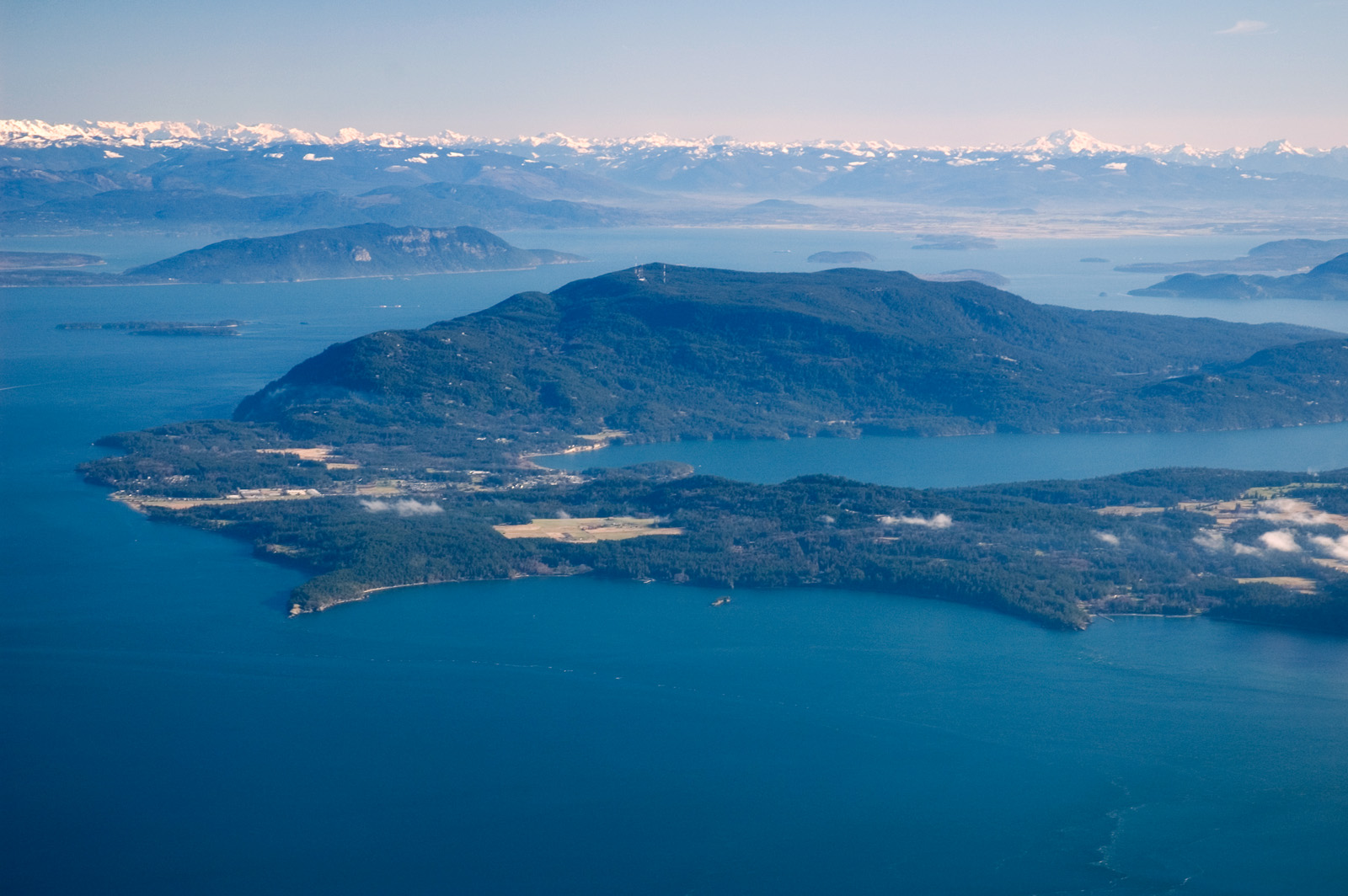
Le manoir des Finch est situé sur l'île d'Orcas, atteignable en ferry depuis la côte de l'État de Washington, aux États-Unis.

Sur un ferry approchant du rivage, une personne dont la caméra ne montre que les mains consulte le journal intime d'une certaine Edith Finch. Celle-ci y décrit son exploration de l'ancienne maison familiale et la malédiction qui aurait touché ses habitants en entraînant la mort de chacun d'entre eux, sur plusieurs décennies et dans des circonstances parfois singulières.
Après ce prologue, le joueur incarne Edith elle-même et se retrouve invité à pénétrer dans les chambres du manoir l'une après l'autre, pour y exhumer les souvenirs liés à chaque membre de la famille ; un flashback détaille la personnalité des Finch et la cause de leur mort. À tout moment, en orientant la caméra vers le bas et donc vers les pieds du personnage interprété, on peut deviner qu'Edith Finch est elle-même enceinte lors de sa visite.
Une fois l'entièreté des souvenirs réveillés, le joueur comprend que le personnage interprété sur le bateau n'est autre que le fils maintenant adulte d'Edith Finch, morte en le mettant au monde, et que la lecture de ce journal intime ne visait qu'à éduquer son enfant à naître sur l'histoire de sa famille, en l'absence de parent pour assurer cette transmission. Le jeu se conclut sur l'image de la tombe d'Edith Finch, sur laquelle son fils dépose des fleurs.

### Malédiction des Finch

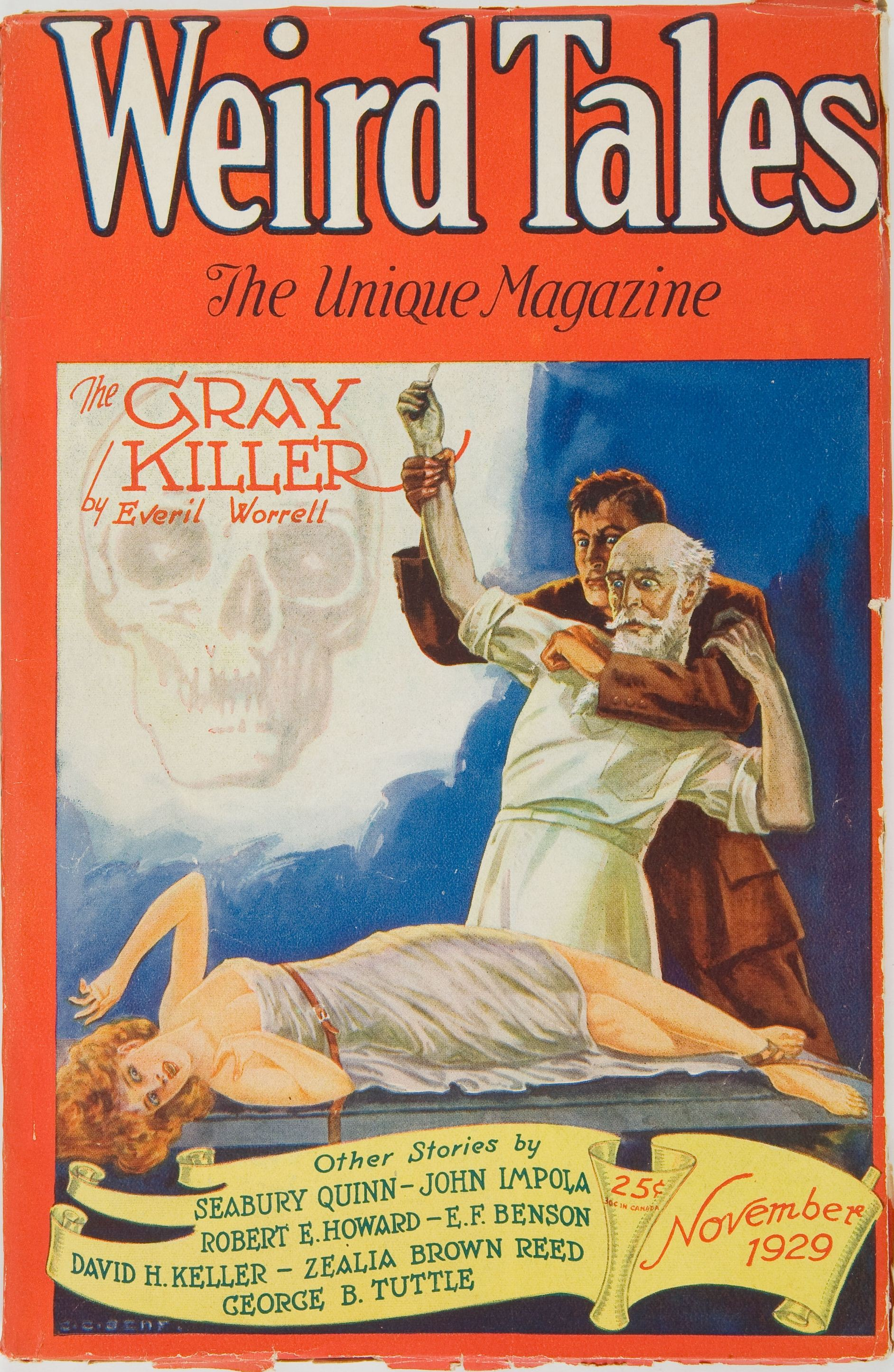
Couverture du magazine de pulp Weird Tales dont le style rappelle la bande dessinée horrifique Tales from the Crypt ; tous deux inspirent l'histoire de Barbara et plus largement l'ambiance du jeu.

L'arbre généalogique des Finch est entamé par Odin Finch (1880-1937), patriarche qui entraîne sa famille à quitter la Norvège et déplacer leur maison sur un bateau, pour tenter d'échapper à la malédiction qu'il soupçonne de planer sur les siens. Une tempête se déclare, fait s'échouer l'embarcation sur le rivage où la maison des Finch prendra racine, et cause la noyade d'Odin. Sa fille Edie, la future figure tutélaire du manoir, s'établit à cet endroit pour y fonder sa propre famille. Ils sont cependant rapidement endeuillés par la mort accidentelle de la petite Molly (1937-1947), qui s'est empoisonnée après avoir été privée de dîner et cherché à manger tout ce qui lui tombait sous la main. Victime d'hallucinations vraisemblablement provoquées par l'ingestion de baies de houx, elle meurt après avoir imaginé incarner maints animaux et créatures affamées dont la dernière victime n'aurait été autre que la fillette elle-même, recroquevillée sur son lit : de possibles métaphores du mal qui la rongeait. Seulement quelques années plus tard, sa sœur Barbara (1944-1960) connaît un sort tragique. Ancienne enfant-star célèbre pour les cris de terreur dont elle s'était fait une spécialité en tant qu'actrice, elle perd cette faculté en grandissant. Elle est tuée au manoir même après une agression, commise soit par son petit ami jaloux, soit par une meute de ses fans.

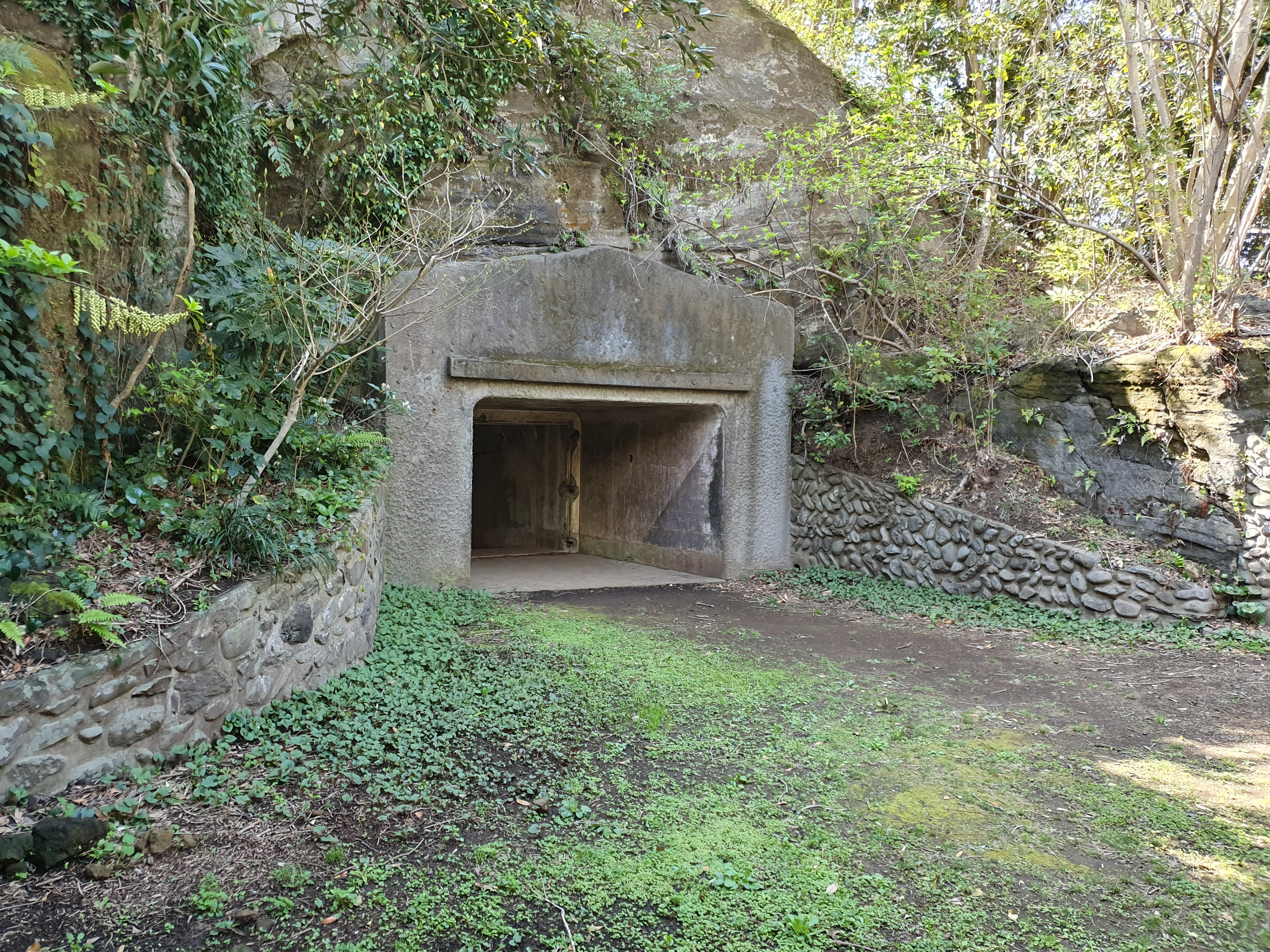
Traumatisé par la mort de sa jeune sœur Barbara et par la malédiction qui pèse sur les Finch, Walter se cache des décennies durant dans un bunker. Il meurt, vraisemblablement écrasé par un train, le jour où il s'aventure à quitter son refuge.

Traumatisé par le sort de sa sœur et terrifié par la malédiction familiale, Walter Finch (1952-2005) se retranche dans un bunker où son quotidien consiste à répéter les mêmes actions monotones, et à observer le tremblement régulier causé par le passage d'un train à proximité. Étonné un jour que les secousses ne surviennent plus, Walter décide d'affronter sa peur du monde extérieur et de sortir à l'air libre. Alors qu'il marche le long d'une voie ferrée, il est heurté de plein fouet par le même train dont les sons l'avaient accompagné plusieurs décennies durant.
Entretemps, les jumeaux Calvin et Sam, fils de Sven et Edie, décèdent également. Le jeune Calvin (1950-1961), qui rêve de devenir astronaute, s'imagine décoller et s'envoler à chaque fois qu'il utilise sa balançoire. Un jour que le petit garçon a la jambe dans le plâtre, sa tentative de faire un tour complet de la balançoire échoue et, emporté dans son élan par un vent violent, il est projeté du haut de la falaise puis perd la vie,. Son frère Sam (1950-1983) connaît un destin similaire : passionné de chasse, il emmène sa fille Dawn lors d'une sortie et lui demande de le prendre en photo tandis qu'il pose à côté du cerf qu'il vient d'abattre, au bord d'une falaise. L'animal n'est en fait pas encore mort et, dans un dernier sursaut, projette Sam dans le précipice.
Sam a eu lui-même plusieurs enfants : Gregory, Gus et Dawn. Gregory (1976-1977) n'est qu'un bébé lorsqu'il bouche la bonde de la baignoire avec ses jouets et se noie, une tragédie qui amène Sam à se séparer de sa première épouse, Kay. Gus (1969-1982) désapprouve le remariage de son père ; le jour des noces, alors que Gus fait du cerf-volant en refusant d'assister à la cérémonie, un violent orage fait s'envoler chaises et décorations d'extérieur qui viennent frapper l'adolescent ; il meurt étourdi par le coup.

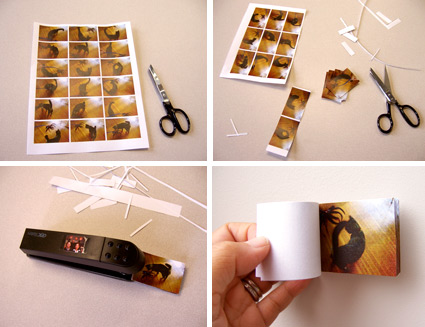
Le chapitre consacré à Milton Finch fait la part belle au principe du folioscope (ou flipbook), en invitant le joueur à feuilleter l'histoire-même.

Dawn, survivant seule à ses frères et à son père, quitte la région et devient professeure d'anglais en Inde, où elle rencontre Sanjay, le futur père de ses trois enfants : Lewis, Milton et Edith. À la suite de la mort de Sanjay, Dawn finit par revenir avec ses enfants au manoir, ce dernier étant désormais seulement occupé par sa grand-mère Edie. Son fils cadet, Milton (1992-2003), y disparaît soudainement sans laisser de traces, mis à part les œuvres d'art de son studio d'artiste et un folioscope. Celui-ci narre l'histoire d'un personnage doté d'un pinceau magique qui aurait disparu en traversant une porte matérialisée par le pinceau,. Quelques années plus tard, c'est au tour de Lewis (1988-2010) de perdre la vie, dans un accident sur son lieu de travail. Jeune homme souffrant de nombreuses addictions et d'un travail morne et répétitif dans une conserverie de poisson, il meurt décapité par une machine à étêter les saumons, qu'il confond avec l'univers fantasmé dans lequel il s'imaginait être couronné souverain d'une contrée rayonnante.
Après la mort de ses deux fils, Dawn (1968-2016) se décide brusquement à quitter la maison familiale avec sa fille Edith pour tenter d'échapper à la malédiction. Le lendemain de leur départ, lorsque des infirmiers viennent chercher Edie (1917-2010) pour l'emmener en maison de retraite, ils trouvent une maison vide et un mystère de plus. De son côté, Dawn finit par mourir de maladie, mais elle a le temps de léguer à sa fille (1999-2017) une clé. Découvrir à quelle serrure cette clé est destinée fait revenir la jeune fille au manoir, alors qu'elle-même est enceinte d'une nouvelle génération de Finch.

## Système de jeu

### Mécanismes du jeu
What Remains of Edith Finch est un jeu d'exploration à la première personne de type walking simulator (litt. « simulateur de marche »).
Le joueur doit parcourir la maison familiale des Finch et ses alentours en suivant un chemin linéaire afin de trouver les documents évoquant les morts des membres de la famille. En interagissant avec eux, un mini-jeu se déclenche, dans un style et des mécaniques de jeu différents à chaque fois, permettant de voir du point de vue d'un personnage les circonstances de son décès.
Une douzaine de personnages et de chapitres associés sont ainsi disponibles, chacun durant environ une quinzaine de minutes. Présentés en majorité dans l'ordre chronologique, ils invitent à suivre des personnages du début du XXe siècle jusqu'à l'époque contemporaine. Le déroulement des séquences ne présente volontairement aucune difficulté de jouabilité : l'intention des développeurs est de proposer au joueur une expérience stimulante intellectuellement fondée sur des situations inconnues sans risquer de le distraire par des mécanismes exigeants.

### Esthétique
L'apparence du manoir dénote la présence d'une entité monstrueuse et est conçue autour de trois mots : il doit paraître à la fois « grandiose, intimiste et trouble ». Les murs sont ainsi recouverts de photos et de décorations étouffantes, pour mimer l'évolution d'une maison véritable qui aurait été personnalisée peu à peu jusqu'au point de non-retour :

« Une véritable maison est d'abord vide, sans rien sur les murs, et donne l'impression d'être stérile et même de relever du décor d'un jeu vidéo ; puis, quand des gens y habitent, on y trouve des photos et autres décorations sur les murs. Et on en arrive au point de non-retour, quand trop de choses ont été ajoutées, trop de photos et de souvenirs, et on atteint un stade où la maison devient une entité à part entière. Elle commence presque à ressembler à l'écorce d'un arbre : ordonnée, mais de manière trop chaotique pour que cela puisse être interprété. »

— Le directeur Ian Dallas quant au style recherché pour le manoir
Sur les étagères garnies de livres, le joueur peut lire sur quelques tranches les titres L'Arc-en-ciel de la gravité, Infinite Jest ou Du côté de chez Swann, chacun jugé en leur temps comme des monuments dépassant les cadres traditionnels de la littérature.

## Analyse

### Thématiques

#### Fantastique
De prime abord, le jeu se présente comme une enquête sur la malédiction qui frapperait chaque membre de la famille Finch. Dans le développement, cette malédiction nimbée de mystère n'est en réalité qu'un MacGuffin trouvé pour justifier le fait que chaque histoire se concentre sur un personnage sur le point de mourir.
Le sort malheureux d'Edith Finch, accablée par le deuil de l'entièreté de sa famille et le poids d'une histoire familiale trouble, est laissé ouvert aux interprétations, en particulier en ce qui concerne la mort d'Edith elle-même. L'équipe de développement se dit influencée par la Weird fiction, un mouvement littéraire rendu populaire par Edgar Allan Poe et H. P. Lovecraft qui met en scène des ambiances dans lesquelles des forces étranges et surhumaines sont à l'œuvre, sans que le narrateur ni le lecteur ne puissent jamais en saisir la nature ni l'étendue. Ces dissensions sont illustrées par les différentes versions conflictuelles de chaque histoire, que le jeu présente sans arbitrer laquelle est la véritable. La narration propre à What remains of Edith Finch se fait alors l'image de la narration dans tout médium fictif : le récepteur de l'histoire est toujours tributaire de la partialité du conteur. Ici, le joueur est ainsi appelé à tenter d'appréhender la perspective du narrateur de chaque chapitre.

#### Famille
La grossesse d'Edith Finch, même si évoquée une autre fois au cours du jeu, n'est rendue explicite par la narratrice qu'à la toute fin du jeu, mais à tout moment, en orientant la caméra vers le bas et donc vers les pieds du personnage interprété, le joueur peut deviner de lui-même aux contours de la silhouette d'Edith Finch qu'elle est elle-même enceinte.

### Scènes importantes

#### Mort de Lewis
Cette séquence longue d'une quinzaine de minutes compte de l'avis des critiques parmi les plus mémorables du jeu, grâce à la finesse des interactions qu'elle propose pour transmettre une expérience. Au début du chapitre, la caméra en vue à la première personne est fixée sur le plan de travail d'une usine de mise en conserve. Toutes les quelques secondes, des poissons sont déversés sur la table et requièrent que le joueur utilise sa main droite pour les saisir, les découper, puis les jeter sur un tapis roulant. Peu à peu, une partie de l'écran se laisse envahir par une seconde scène, à la direction artistique qui devient de plus en plus riche et colorée au fil des minutes ; celle-ci exige du joueur qu'il utilise sa main gauche pour faire progresser un petit personnage à travers des océans et des villes au style de papier-mâché, tandis qu'un narrateur conte son histoire en arrière-plan. Tout au long de cette rêverie, qui croît en consistance et en place prise sur l'écran de jeu, le joueur doit continuer de traiter les arrivages de poissons de sa main droite, sans quoi la pile sur le plan de travail envahirait l'écran de la rêverie et briserait l'immersion.

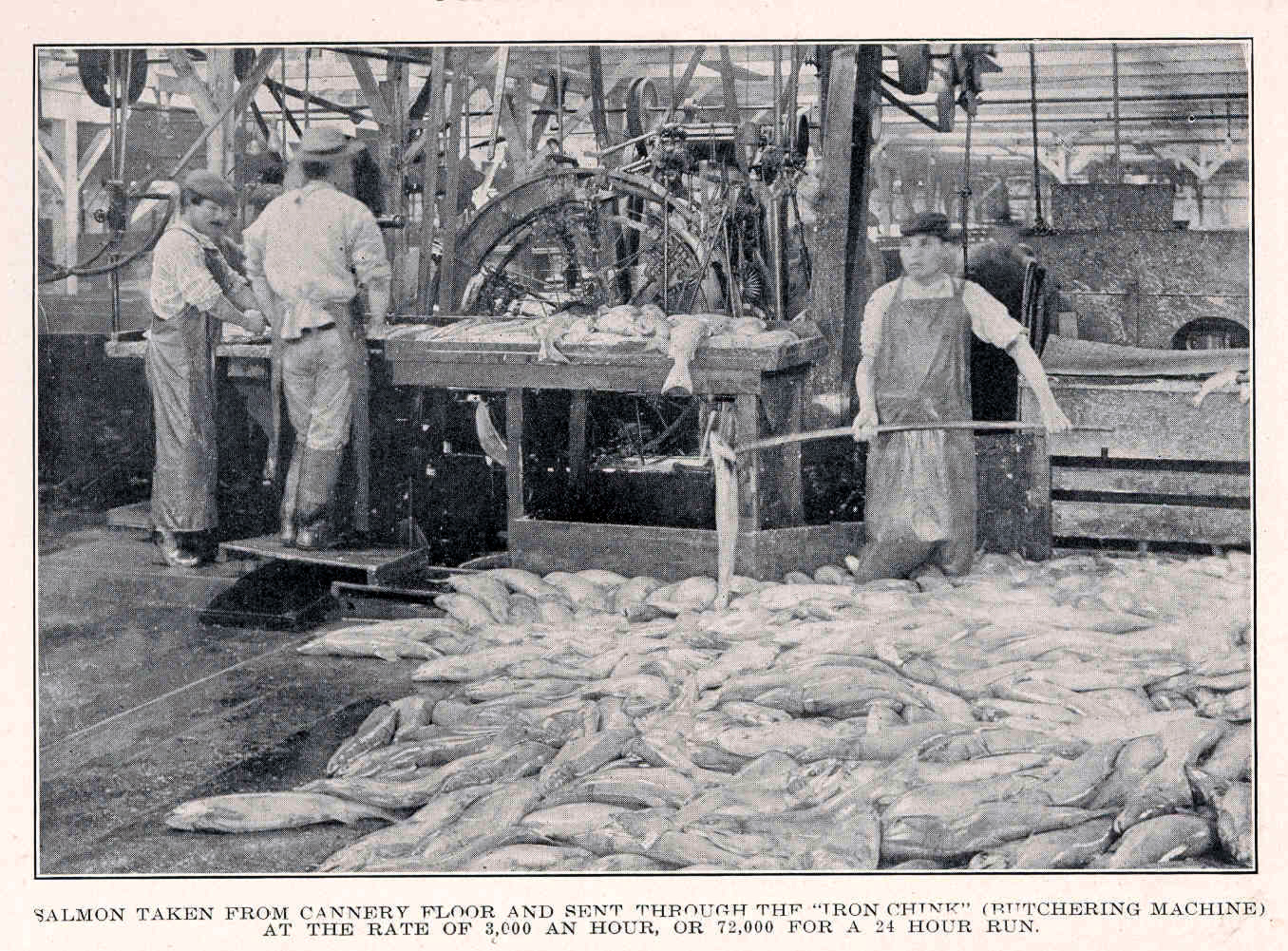
L'environnement d'une usine de conserve de poisson, propice au travail à la chaîne et au manque de stimulation intellectuelle, sert à explorer l'aliénation du personnage de Lewis et son refuge dans des mondes imaginaires.

La tendance à s'évader dans un monde imaginaire pour échapper à la monotonie d'un travail manuel répétitif est retranscrite par des mécaniques de jeu à la fois fluides et rationnelles puisque, comme dans la vraie vie, aussi bien la tâche que le songe exigent chacun un minimum d'attention. Selon le journaliste Andrew Webster de The Verge, « la puissance de cette séquence est que vous pouvez en venir à oublier que vous êtes en train de couper des têtes de poisson. Votre attention s'égare soudain dans un labyrinthe fantastique. À cet instant, Edith Finch n'est pas qu'un jeu vidéo ; c'est un jeu  sur l'expérience des jeux vidéo, ».
La section à l'usine de conserves avait initialement été conçue comme une simulation complexe de découpage de poisson, qui aurait notamment nécessité de vider des tonneaux en plus de s'occuper de la coupe des poissons, et dans laquelle le chef de l'usine s'en serait pris au protagoniste. Par préoccupation de rendre le tout suffisamment intéressant pour le joueur, les développeurs finissent par simplifier la portion concernant le travail l'usine, pour éviter d'alourdir inutilement le jumelage du travail et de la rêverie. Pour les développeurs également, il s'agit du point culminant du jeu, bien qu'ils aient dû envisager à un moment de couper le chapitre du fait de sa complexité et de la date de sortie qu'ils visaient initialement. Le départ du programmeur principal risque par ailleurs un moment de compromettre le passage mais, par chance, son remplaçant s'avère capable de reprendre le sujet et de le perfectionner pour notamment fluidifier la coupe des poissons, qui demandait alors beaucoup de concentration au joueur.
La presse spécialisée abonde pour ériger le traitement de l'histoire de Lewis parmi les meilleures mécaniques narratives proposées par le médium du jeu vidéo. Ce chapitre est notamment comparé au système employé par Brothers: A Tale of Two Sons (2013), qui assigne le contrôle de chacun des deux protagonistes à l'une des mains du joueur, de manière à faire ressentir physiquement une sensation de perte si l'un des personnages vient à disparaître.

#### Mort de Walter
De tous les chapitres du jeu, l'histoire de Walter est celle qui pose le plus de difficulté aux scénaristes. L'intention de base est de suivre un personnage tentant d'échapper à l'Americana des années 1950 et pourchassé par une foule munie de fourches, qui semblerait se rapprocher à chaque fois qu'il lui tourne le dos, sur le modèle des Anges Pleureurs de la série Doctor Who ou de la série du Prisonnier. Le joueur se rendrait alors compte à peu qu'il est enfermé dans un modèle de train miniature qu'une main géante, celle de Walter, viendrait régulièrement déplacer. Walter finirait par saisir cette personne minuscule mais se rendrait compte que lui-même doit s'échapper, ce qui le conduirait à passer par le tunnel que l'on retrouve dans la version finale du chapitre. Cette séquence finale est la seule à être employé dans le jeu à sa sortie ; ce qui la précède, et notamment l'ouverture des boîtes de conserve, n'est atteint que bien plus tard.

#### Mort de Barbara
Le chapitre est d'abord conçu autour de l'idée d'une fête d'anniversaire-surprise, avant que les composantes de comic book et d'horreur ne soient envisagées. Celles-ci s'inspirent de la bande dessinée horrifique Tales from the Crypt et de la série de films d'horreur Halloween, réalisée par John Carpenter. Il est même prévu que ce dernier, grand amateur de jeux vidéo, double le narrateur du chapitre, mais la grève des doubleurs en 2016-2017 met fin au projet de collaboration. Le compositeur du jeu, Jeff Russo, parvient néanmoins à obtenir les droits du thème iconique des films Halloween pour accompagner l'histoire de Barbara.

#### Mort de Molly
L'histoire de Molly est la première sur laquelle se penchent les développeurs, qui commencent par tester un système de simulation de plongée. La complexité de la séquence, qui place le joueur dans la peau d'un chat, puis d'un hibou, et enfin du tentacule d'une créature horrifique, devait initialement servir de modèle à émuler pour les chapitres suivants. Pour la scène qui fait incarner un hibou survolant une forêt enneigée en quête d'un lapin à saisir dans ses serres, les programmeurs passent un total cumulé de plusieurs mois à développer une technologie capable d'enrouler du terrain, de sorte que le décor soit généré à l'infini à partir d'une même collection d'une dizaine d'échantillons de sols forestiers. Rétrospectivement, l'équipe remarque que le mauvais retour sur investissement de ce système, qui n'est employé que pour un seul chapitre du jeu, est à la fois symptomatique de l'exubérance enthousiaste du studio au tout début du développement, et aligné avec l'atmosphère du jeu, qui vise à sans cesse se réinventer et ne jamais proposer un chapitre similaire à un autre.

## Développement

### Genèse: prototypage de mécaniques

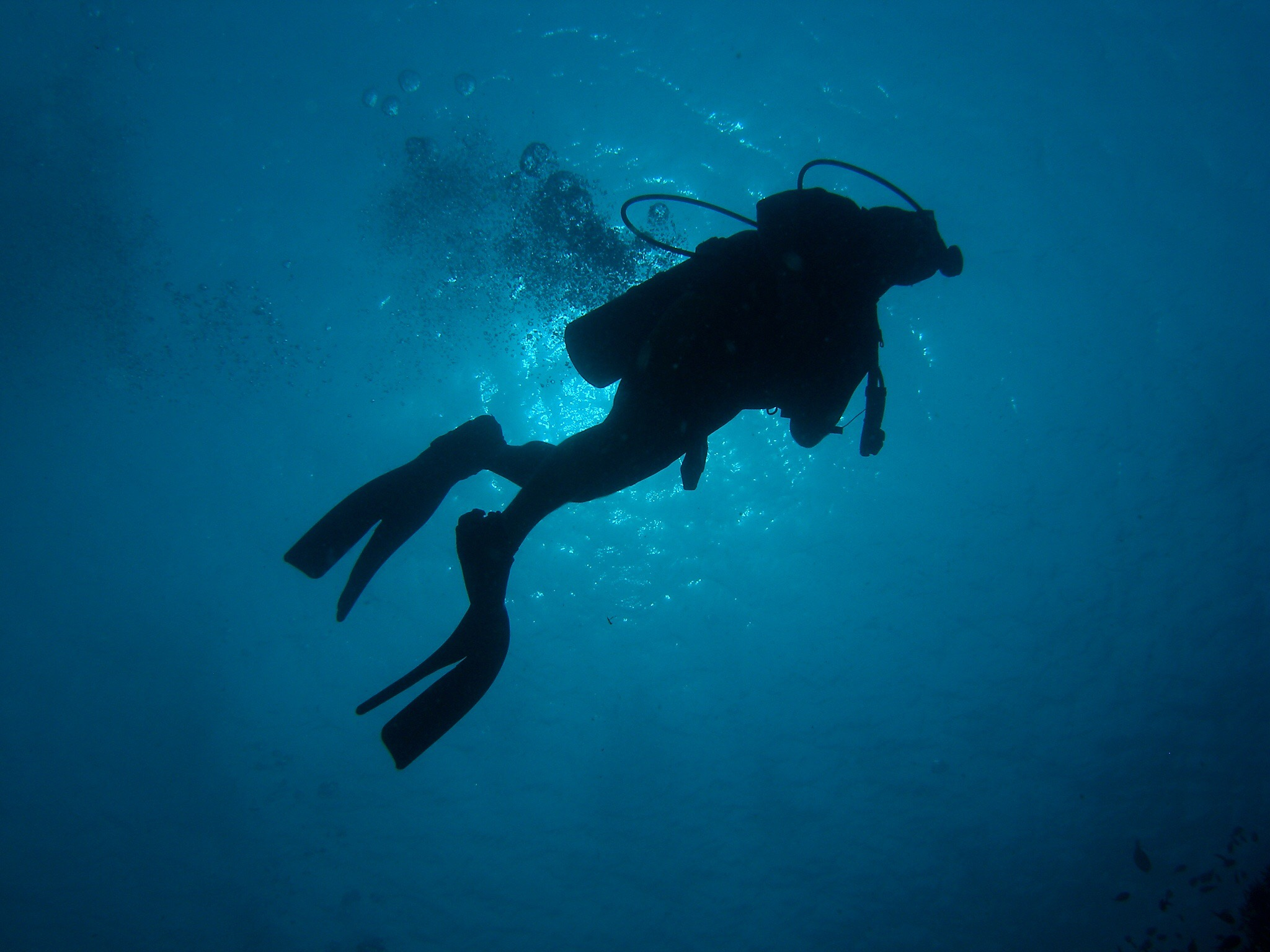
Le premier mot d'ordre pour la direction créative du jeu est d'évoquer les sentiments indescriptibles qui surgissent face aux visions sublimes et parfois horrifiques de la nature sauvage, comme peut en offrir la plongée en bouteille.

The Unfinished Swan, le jeu précédent de Giant Sparrow, avait été développé en ayant en tête « un but abstrait mais descriptible ». Pour leur nouvelle production, l'équipe du studio préfère cette fois-ci s'atteler à l'extrême opposé : évoquer les sentiments indescriptibles qui surgissent face aux visions sublimes et parfois horrifiques de la nature sauvage, comme le panorama au sommet d'une montagne, ou bien l'expérience de la plongée sous-marine, lorsque l'eau s'obscurcit peu à peu pour laisser place à des profondeurs insondables. Cette ambition est illustrée tôt dans leurs réflexions par l'image d'un requin tombant de dix mètres sur le sol d'une forêt, qu'ils utiliseront pour l'histoire de Molly Finch.
Un premier concept du jeu en fait ainsi un simulateur de plongée en bouteille, à partir des souvenirs d'enfance et de plongée de Ian Dallas. Mais les développeurs se rendent compte qu'un tel environnement imposerait nombre de contraintes de game design, notamment pour la narration, puisqu'un personnage en combinaison de plongée ne saurait user de parole pour exposer une intrigue ou des enjeux narratifs. De fait, le concept est abandonné, mais l'un des prototypes explorés est maintenu pour le jeu final : la manière dont le texte s'affiche dans What Remains of Edith Finch, avec des lettres flottantes qui retranscrivent les paroles de la narratrice, est l'héritière directe de ces réflexions sur la narration en milieu sous-marin. La volonté de Ian Dallas est aussi d'éviter la tendance qu'ont de nombreux jeux narratifs à faire reposer l'exposition de l'histoire sur des fichiers auditifs disséminés çà et là, telles des cassettes d'enregistrement cachées dans des tiroirs, que le joueur serait invité à chercher et écouter soigneusement pour tenter de reconstituer une intrigue. À cette fin, l'équipe se penche d'abord sur les mécaniques de jeu plutôt que sur sa narration : le véritable squelette de l'histoire n'émerge que très tard dans le développement, pour laisser d'abord la place aux prototypages sur des mouvements aussi variés que l'action d'incarner un tentacule géant ou bien une balançoire.

### Une anthologie d'histoires
L'équipe s'accorde ensuite sur le principe de créer une anthologie d'histoires afin d'exposer cette variété de gameplay. À leurs yeux, multiplier les récits courts présente l'avantage de pouvoir conclure chaque histoire rapidement sans risquer d'ennuyer le joueur et sans lui imposer de mémoriser des points de détail plusieurs heures durant, comme s'y risquent de plus gros jeux qui perdent parfois en subtilité à mesure qu'ils sollicitent du joueur de se souvenir d'étapes de la narration abordées longtemps auparavant. En se penchant sur ces brouillons de chapitres, Giant Sparrow se rend également compte que le passage le plus mémorable de chacun d'entre eux est le moment lors duquel le joueur se rend compte que le personnage interprété est sur le point de mourir : les développeurs estiment que l'action de faire marcher le personnage vers son funeste destin en devient même une expérience joyeuse, à mesure que le joueur comprend qu'aucune autre issue n'est envisageable. Après cette découverte, l'équipe s'attache à n'ajouter que des histoires respectant ce principe.

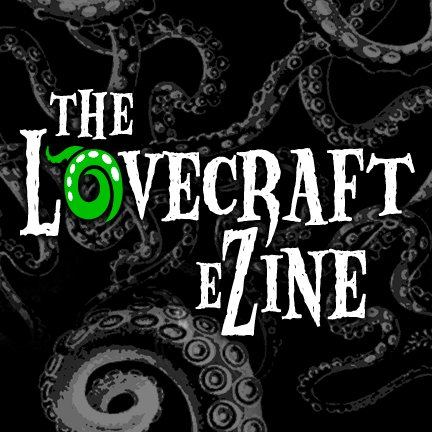
Ce logo de fanzine mélange deux univers qui abreuvent les développeurs pour établir un style de narration : la série télévisée Twilight Zone et l'œuvre du romancier H. P. Lovecraft, l'une des figures de proue de la Weird Fiction.

Ce n'est qu'après avoir envisagé différentes configurations pour exposer cette variété de scénarios, dont l'idée d'une réunion de lycéens qui partageraient chacun un conte avec le personnage d'Edith, à la manière des Contes de Canterbury, que les développeurs s'arrêtent sur le principe d'une famille et cherchent un fil rouge pour relier toutes ces histoires. À ce stade, ils n'ont pas encore défini le nombre et le type de mort des personnages présentés, ni même l'atmosphère de la maison. Ils puisent leur inspiration dans le genre de l'horreur, et notamment de la série télévisée La Quatrième Dimension — dans laquelle ils perçoivent des éléments de gestalt — pour créer une continuité narrative à travers des contes explorant tous des thèmes similaires. Le roman de réalisme magique Cent Ans de solitude, de Gabriel García Márquez, sert également d'inspiration pour la structure à adopter : l'idée de ré-employer les mêmes lieux et les mêmes personnages à plusieurs reprises leur vient après déjà un an ou deux de développement, non pas seulement pour l'intérêt de pouvoir recycler des éléments graphiques, mais aussi parce que cela aiderait à mettre en relief chaque histoire dans le contexte global du jeu.
L'histoire générale, autour du personnage d'Edith Finch, n'est fixée que bien après ces multiples explorations de différents systèmes de jeu ; les autres personnages sont eux aussi définis de manière fragmentée, parfois subitement délaissés pour mieux se concentrer sur un autre. Les évènements qui concluent l'intrigue sont grossièrement esquissés tôt dans le développement, mais ils ne prennent réellement corps qu'une fois que l'équipe de Giant Sparrow en a terminé avec la plupart des chapitres et s'estime capable de trouver un juste équilibre entre ceux-ci et l'histoire qui les enveloppe, à commencer par l'importance du rôle d'Edith et le temps passé à l'incarner. Ce personnage structurel, sur lequel repose le squelette du jeu, n'est défini qu'une fois tous les autres points saillants éclaircis. Les dialogues d'Edith sont d'ailleurs écrits en réaction aux impressions des testeurs au sortir de chaque chapitre, de manière à abonder dans leur sens, à expliquer des notions peu claires, ou bien à les orienter vers l'état d'esprit souhaité à ce stade de l'histoire. Quant aux points de détail de l'intrigue eux-mêmes, ils sont volontairement laissés ouverts aux interprétations, de manière que chaque joueur réagisse à des thèmes aussi sensibles que la famille et la mort à l'aune de ses propres expériences.
S'accorder sur une fin pour le jeu présente des difficultés aux développeurs, qui en conçoivent près de cinq versions différentes. Ils ambitionnent un temps de réaliser « en mieux » ce qu'ils ont déjà pu proposer dans des chapitres qu'ils considèrent marquants, comme ceux de Molly et de Lewis. Ils estiment cependant qu'il serait plus simple et pertinent de rendre la fin totalement distincte des chapitres précédents. L'usage d'un retournement final est envisagé, sur le modèle de conclusion des histoires de chaque personnage, mais Giant Sparrow y renonce pour la même raison, afin de briser le moule et de marquer spécifiquement la fin. De fait, lorsque le choix de proposer quelque chose de différent est acté, l'équipe s'accorde sur une conclusion douce et invitant à l'introspection plutôt qu'une apothéose suscitant de la tension.

### Conception
Le studio à l'origine du jeu, Giant Sparrow, n'a qu'un seul titre publié derrière lui (The Unfinished Swan) lorsqu'il se lance dans le développement de What Remains of Edith Finch. Ce premier jeu avait bénéficié du soutien de vétérans de jeux vidéo AAA dans le cadre d'un programme d'incubation avec Santa Monica Studio, un des studios appartenant à Sony auquel l'éditeur japonais confie la tâche d'accompagner des jeux indépendant plus modestes et intimistes,. Tout comme thatgamecompany (flOw, Flower, Journey), Giant Sparrow est alors contractuellement affilié à Sony pour le développement de trois jeux vidéo au total, dont What Remains of Edith Finch est censé être le second. Le partenariat est entamé en janvier 2013, et le jeu est officialisé en 2014 lors de la conférence PlayStation Experience au cours de laquelle Sony dévoile des titres à venir sur sa console-phare, la PlayStation.
Sur les quatre années de développement du jeu, une grande partie sont consacrées à polir et raccourcir l'expérience pour en retirer tout aspect jugé non nécessaire. Neil Druckmann, le réalisateur de The Last of Us et développeur influent de Naughty Dog, fait notamment partie des testeurs qui parcourent le prototype du jeu pour adresser des retours utilisateurs aux développeurs.

### Édition

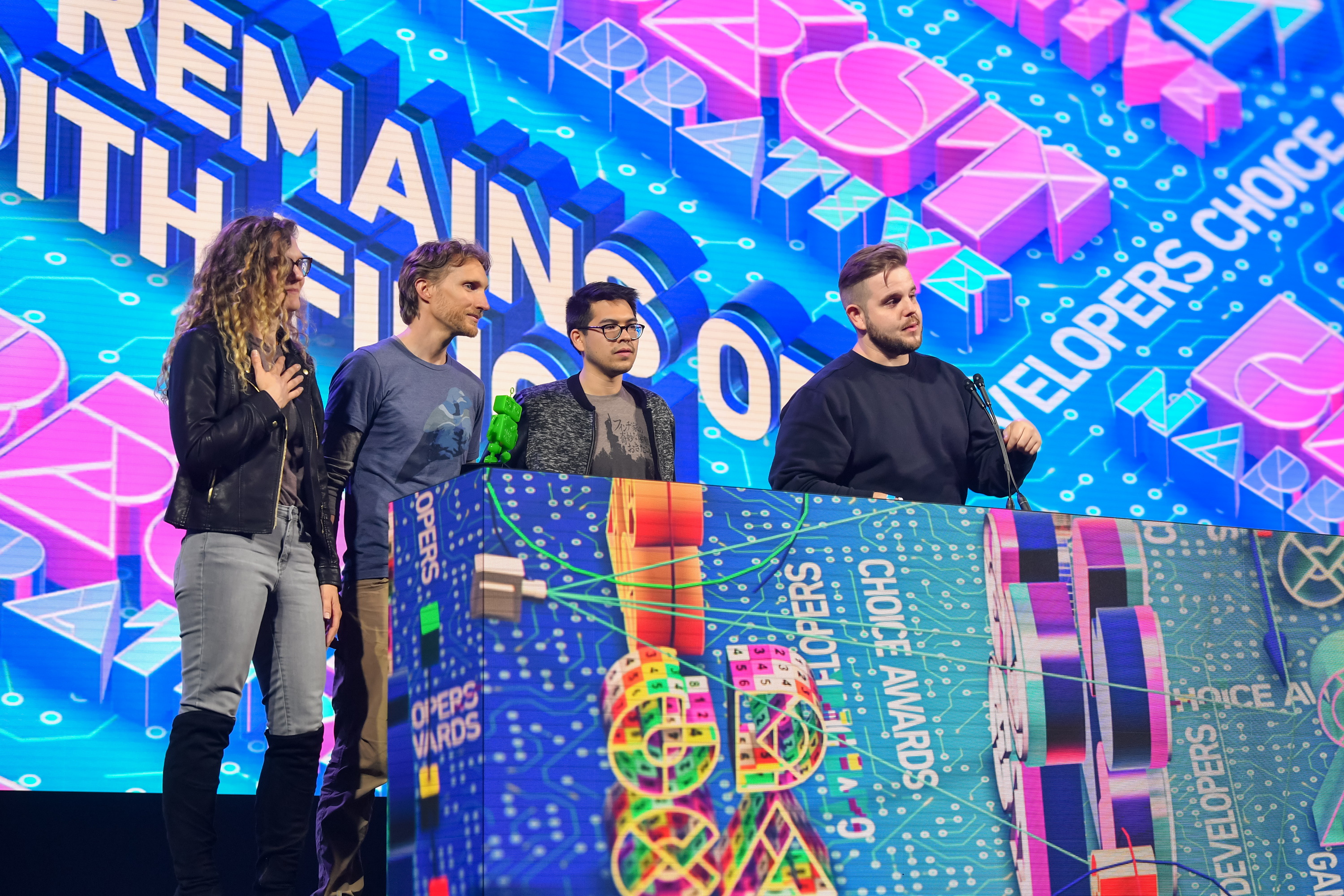
L'équipe du studio Giant Sparrow lors de son acceptation du titre de la meilleure narration de jeu vidéo, lors des Game Developers Conference Awards de mars 2018. De gauche à droite : Chelsea Hash, Ian Dallas, Michael Kwan et Chris Bell.

Au milieu du développement, en mai 2016, Sony passe la main à l'éditeur Annapurna Interactive, à une époque où le géant japonais de jeux vidéo se détourne des petites productions indépendantes pour encourager plutôt le développement d'ambitieux jeux AAA. La décision de délaisser Giant Sparrow étonne dans l'industrie, mais permet à Annapurna, nouvelle structure d'édition filiale d'une société de production de cinéma bien établie, de se faire rapidement un nom lorsque What Remains of Edith Finch rencontre le succès à sa sortie ; parmi les employés constituant ce nouvel éditeur se trouvent d'ailleurs plusieurs anciens interlocuteurs de Giant Sparrow chez Sony Santa Monica, ce qui facile la transition. À l'époque de ce changement, le studio ne compte que 15 employés.
Le mot d'ordre d'Annapurna est alors de poursuivre la direction créative déjà entamée sous Sony, en renforçant certains points sur lesquels les développeurs n'avaient pas forcément prévu de s'attarder. Les histoires de Lewis et de Gregory, qui du fait de leur complexité avaient été évoquées comme de possibles coupes en cas d'emploi du temps trop serré, sont ainsi préservées. Dans le cas de Gregory, des membres de l'équipe de publication de Sony sont de surcroît inquiets que la mise en danger fictive d'un bébé ne puisse nuire à la réception du jeu. Le poids dramatique de toutes les histoires réunies est d'ailleurs difficile à appréhender tant que le jeu n'est qu'un prototype sans son et sans musique ; ce n'est que vers la fin du développement que l'équipe de Giant Sparrow se rend compte de la portée émotionnelle du jeu. La dernière phrase prononcée par Edith Finch est d'ailleurs débattue et soigneusement retravaillée jusqu'au lancement du jeu, dans la volonté d'éviter toute formulation larmoyante ou mièvre qui ne serait en fin de compte qu'une manipulation affective et ne contribuerait pas à stimuler de l'empathie chez le joueur.

### Sortie
À sa sortie, le jeu est d'abord compatible avec les plateformes Microsoft Windows, PlayStation 4 et Xbox One. En juillet 2019, il est ajouté au catalogue de la Nintendo Switch par le biais d'un portage réalisé par le studio Room 8. En août 2021, le jeu est enfin porté sur le système iOS et ainsi commercialisé sur l'Apple Store pour iPhone et iPad.
En septembre 2020, Annapurna Interactive commercialise le jeu au format physique au sein d'une collection de huit titres qui ont fait le succès de la jeune structure d'édition :  Kentucky Route Zero, Outer Wilds, Gorogoa, Sayonara Wild Hearts, Telling Lies, Donut County et Wattam.

## Accueil

### Distinctions
Lors de la saison des récompenses 2017-2018, qui fait suite à la sortie du jeu en avril 2017, What Remains of Edith Finch se voit distingué à plusieurs reprises, en particulier pour son style narratif. Entre autres récompenses, il reçoit le titre de « meilleur jeu de l'année » aux BAFTA Game Awards ainsi que le prix de la « meilleure narration » lors des Game Awards 2017 et des Game Developers Choice Awards 2018. Le mouvement Games for Change, qui promeut les jeux à utilité sociale, lui décerne également le titre de « meilleures mécaniques de jeu » de l'année.
Hormis ces principales distinctions, What Remains of Edith Finch est cité à plusieurs reprises parmi les nommés à d'autres cérémonies internationales telles que les DICE Awards, les Golden Joystick Awards et les Webby Awards.
| Année | Cérémonie                                             | Distinction                                                                       | Résultat   | Référence. |
| ----- | ----------------------------------------------------- | --------------------------------------------------------------------------------- | ---------- | ---------- |
| 2017  | 35e Golden Joystick Awards                            | Meilleure mise en scène                                                           | Nomination | [ 22 ]     |
| 2017  | 35e Golden Joystick Awards                            | Meilleur jeu indépendant                                                          | Nomination | [ 22 ]     |
| 2017  | 35e Golden Joystick Awards                            | Révélation de studio (« Breakthrough Award »)                                     | Nomination | [ 22 ]     |
| 2017  | The Game Awards 2017                                  | Meilleure narration                                                               | Lauréat    | [ 23 ]     |
| 2017  | The Game Awards 2017                                  | Games for Impact                                                                  | Nomination | [ 23 ]     |
| 2017  | The Game Awards 2017                                  | Meilleur jeu indépendant                                                          | Nomination | [ 23 ]     |
| 2017  | Titanium Awards                                       | Jeu de l'année                                                                    | Nomination | [ 24 ]     |
| 2017  | Titanium Awards                                       | Meilleur jeu indépendant                                                          | Nomination | [ 24 ]     |
| 2018  | New York Game Awards 2018                             | Big Apple Award du meilleur jeu de l'année                                        | Nomination | [ 25 ]     |
| 2018  | New York Game Awards 2018                             | Off-Broadway Award du meilleur jeu indépendant                                    | Nomination | [ 25 ]     |
| 2018  | New York Game Awards 2018                             | Herman Melville Award du meilleur scénario                                        | Nomination | [ 25 ]     |
| 2018  | New York Game Awards 2018                             | Statue of Liberty Award du meilleur univers                                       | Nomination | [ 25 ]     |
| 2018  | New York Game Awards 2018                             | Great White Way Award de la meilleure interprétation de jeu (Valerie Rose Lohman) | Nomination | [ 25 ]     |
| 2018  | 21e D.I.C.E. Awards                                   | Excellence en scénario                                                            | Nomination | [ 26 ]     |
| 2018  | 21e D.I.C.E. Awards                                   | Excellence en réalisation                                                         | Nomination | [ 26 ]     |
| 2018  | National Academy of Video Game Trade Reviewers Awards | Camera Direction in a Game Engine                                                 | Nomination | ,          |
| 2018  | National Academy of Video Game Trade Reviewers Awards | Meilleur Game Design - Licence originale                                          | Nomination | ,          |
| 2018  | National Academy of Video Game Trade Reviewers Awards | Meilleur jeu - Aventure originale                                                 | Lauréat    | ,          |
| 2018  | National Academy of Video Game Trade Reviewers Awards | Meilleures lumières/textures                                                      | Lauréat    | ,          |
| 2018  | National Academy of Video Game Trade Reviewers Awards | Meilleure bande-son originale - Licence originale                                 | Nomination | ,          |
| 2018  | Italian Video Game Awards                             | Jeu de l'année                                                                    | Nomination | [ 29 ]     |
| 2018  | Italian Video Game Awards                             | Meilleure narration                                                               | Nomination | [ 29 ]     |
| 2018  | Italian Video Game Awards                             | Meilleur jeu indépendant                                                          | Lauréat    | [ 29 ]     |
| 2018  | Italian Video Game Awards                             | Impact au-delà du jeu vidéo (« Game Beyond Entertainment »)                       | Nomination | [ 29 ]     |
| 2018  | SXSW Gaming Awards                                    | Excellence en narration                                                           | Lauréat    | ,          |
| 2018  | SXSW Gaming Awards                                    | Matthew Crump Award de l'innovation culturelle                                    | Nomination | ,          |
| 2018  | Game Developers Choice Awards 2018                    | Prix de l'innovation                                                              | Nomination | ,          |
| 2018  | Game Developers Choice Awards 2018                    | Meilleure narration                                                               | Lauréat    | ,          |
| 2018  | 14e BAFTA Games Awards                                | Meilleur jeu                                                                      | Lauréat    | ,          |
| 2018  | 14e BAFTA Games Awards                                | Meilleur game design                                                              | Nomination | ,          |
| 2018  | 14e BAFTA Games Awards                                | Meilleure innovation vidéoludique                                                 | Nomination | ,          |
| 2018  | 14e BAFTA Games Awards                                | Meilleure musique                                                                 | Nomination | ,          |
| 2018  | 14e BAFTA Games Awards                                | Meilleure narration                                                               | Nomination | ,          |
| 2018  | 14e BAFTA Games Awards                                | Meilleure licence originale                                                       | Nomination | ,          |
| 2018  | 14e BAFTA Games Awards                                | Meilleur interprétation (Valerie Rose Lohman)                                     | Nomination | ,          |
| 2018  | Webby Awards 2018                                     | Meilleure direction artistique                                                    | Nomination | [ 36 ]     |
| 2018  | Webby Awards 2018                                     | Meilleur game design                                                              | Nomination | [ 36 ]     |
| 2018  | 2018 Games for Change Awards                          | Meilleures mécaniques de jeu                                                      | Lauréat    | [ 37 ]     |

### Critiques

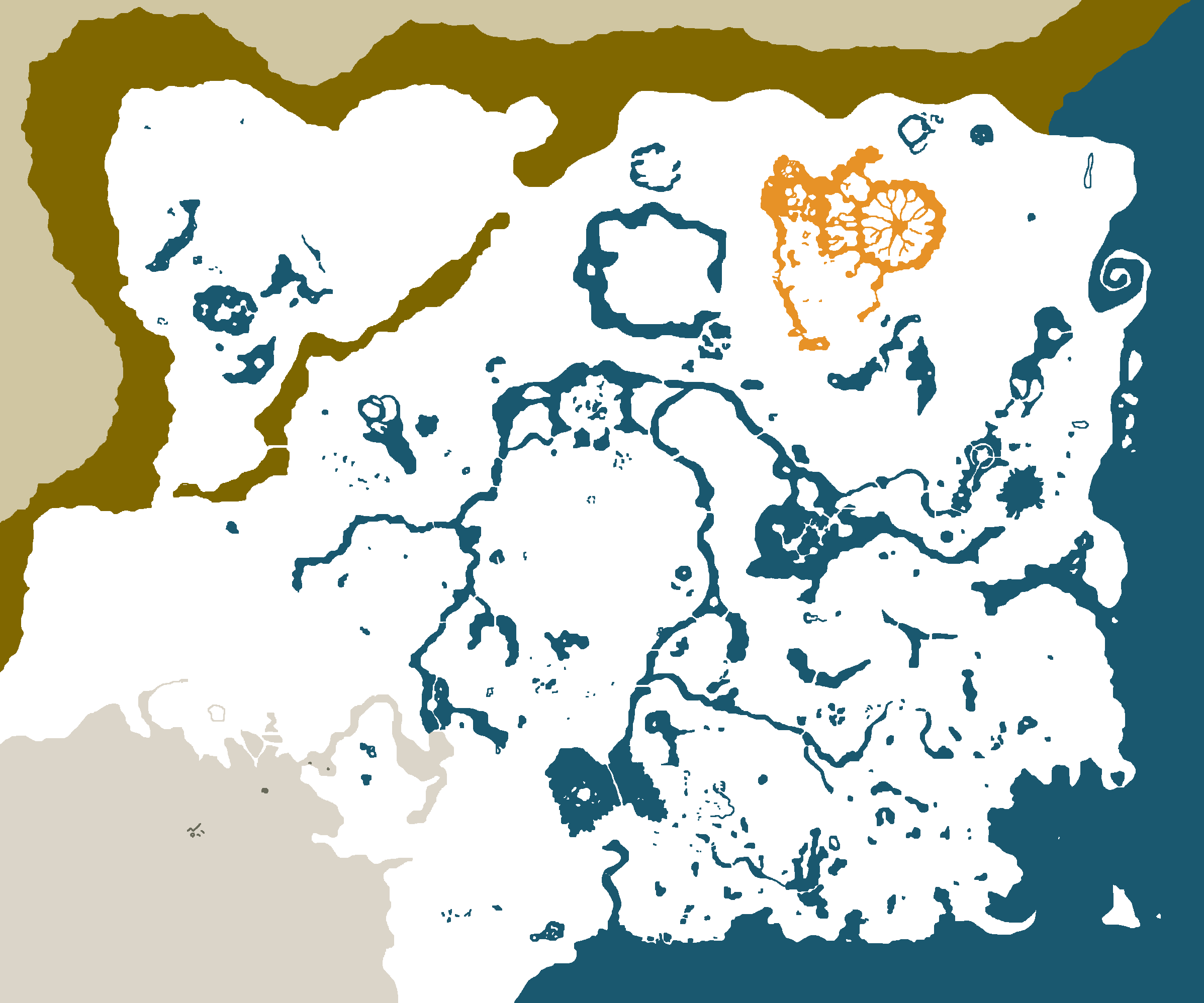
What Remains of Edith Finch apparaît régulièrement dans les têtes de classement de l'année 2017, au même titre que The Legend of Zelda: Breath of the Wild. Leur gameplay diamétralement opposé démontre la variété du jeu vidéo comme médium (l'un a des environnements statiques qui ne sont là que pour soutenir la narration, tandis que l'autre propose un monde ouvert réactif aux agissements du joueur et dense, avec volcan et cours d'eau comme ci-dessus).

La presse spécialisée réserve globalement un excellent accueil à What Remains of Edith Finch, qui récolte d'excellentes notations auprès de Gamekult (8/10), GameSpot (9/10), IGN (8,8/10), Jeuxvideo.com (18/20), ou Polygon (9/10). Le titre est loué en particulier pour sa mise en scène et sa direction artistique et narrative.
En tant que walking simulator, le jeu est naturellement comparé aux canons précédents du genre, Dear Esther (2008, 2012) et Gone Home (2013) avec qui il partage un rythme narratif décontracté et la même manière d'attiser la curiosité du joueur de manière à stimuler son investissement émotionnel.
En fin d'année 2017, What Remains of Edith Finch est mentionné à de nombreuses reprises dans les classements des meilleurs jeux de 2017 établis par la presse spécialisée. Il est ainsi listé 2e meilleur jeu par Eurogamer ; 5e par GamesRadar+ ; 13e par Polygon ; 4e dans le genre « aventure » par les lecteurs de Game Informer, dont la rédaction le sacre aussi « meilleur jeu d'aventure » de l'année,. PC Gamer lui décerne le titre de « meilleure histoire », et plusieurs autres publications le citent parmi les candidats au titre de meilleur jeu de l'année (PC Gamer encore), ou de meilleur jeu d'aventure et meilleure histoire (IGN,) ; le chapitre se déroulant à l'usine de conserve de poisson est également candidat au titre de « meilleure séquence de jeu » auprès de Giant Bomb.
La presse généraliste le consacre de même : Le Monde le classe ainsi deuxième juste derrière le mastodonte japonais The Legend of Zelda: Breath of the Wild, tandis que The Guardian place ces deux jeux au même niveau parmi les meilleures productions de l'année, alors même qu'ils appartiennent à des genres extrêmement différents.

### Ventes
En date de mars 2022, d'après le site d'estimations Steam Spy, il existe entre 500,000 et 1 million de propriétaires de What Remains of Edith Finch sur la plateforme de distribution digitale Steam, et un peu plus de 750,000 d'après le site Video Game Insights. Ces chiffres de ventes en font un succès pour un jeu indépendant, qui plus est un jeu narratif, puisque rares ceux à dépasser le million d'exemplaires vendus,,.

## Postérité

### À l'échelle du studio
Plusieurs joueurs remarquent des références cachées à The Unfinished Swan dans What Remains of Edith Finch au sujet de Milton, le frère disparu d'Edith. Le concepteur principal des deux jeux, Ian Dallas, confirme que ces références (un studio d'artiste exhibant des peintures mêlant noir et blanc, des empreintes de pas jaunes, ainsi que des esquisses et modèles d'environnement évoquant le jeu précédent de Giant Sparrow) ne sont pas qu'une fantaisie des développeurs et peuvent en fait être interprétés comme des indices canoniques sur l'affiliation de ces personnages, et que le roi dans The Unfinished Swan n'est autre que le jeune Milton Finch. L'idée de fusionner la diégèse des deux jeux vient aux développeurs lorsqu'ils se rendent compte qu'ils explorent des thèmes similaires, et que l'imagination qui est le moteur de The Unfinished Swan est déjà évoquée par d'autres contes de What Remains of Edith Finch.
Après la sortie du jeu, l'avenir du studio Giant Sparrow semble se tourner vers une nouvelle production cette fois-ci centrée sur l'animation, en suivant par exemple les pas empruntés par les animateurs du jeu Ico ou du dessin animé Le Voyage de Chihiro. Le concepteur Ian Dallas prévoit notamment de passer deux ans à l'université à étudier les techniques d'animation pour être en mesure de mieux diriger son équipe ensuite.

### Héritage créatif
What Remains of Edith Finch devient une référence rapidement dans l'industrie, et en particulier auprès des jeux mettant l'accent sur l'affichage de textes à l'écran pour accompagner la narration. Les professionnels estiment en effet que la mise en forme des textes narratifs du titre est la nouvelle barre haute à atteindre. Ces textes font notamment forte impression du fait que l'animation dynamique du lettrage les détache des environnements du jeu, qui sont tous statiques. L'équipe du jeu AAA Deathloop (2021), dirigée par Dinga Bakaba, reconnait s'en être inspirée pour l'affichage d'une partie de ses propres textes, qui peuvent apparaître en lévitation dans la diégèse,.

### Réputation dans l'industrie
What Remains of Edith Finch est crédité comme l'un des facteurs du lancement réussi d'Annapurna Interactive, structure de publication et d'édition vidéoludique filiale d'Annapurna Pictures, dont il est le tout premier titre et pour laquelle il amorce plusieurs années de succès critiques. Forbes note que l'année 2016, durant laquelle Annapurna a seulement publié What Remains of Edith Finch et un portage du jeu Flower, tous deux très remarqués, a aidé l'éditeur naissant à se distinguer et à crédibiliser sa ligne éditoriale, là où d'autres auraient pu miser sur des projets risqués et échouer : « Ce n'était que la naissance d'un portfolio qui est devenu un réel mètre étalon à grands jeux pour l'industrie,. »
Pour les développeurs ayant travaillé sur le jeu et cherchant des soutiens pour la suite de leur carrière, son succès critique est également une manne qui leur ouvre les portes de financements pour d'autres projets indépendants. C'est notamment le cas du nouveau studio Gardens, fondé par d'anciens de Giant Sparrow, qui s'amuse de son possible statut de « studio III » (I pour « indépendant », par opposition au terme « jeu AAA » qui désigne les jeux vidéo à très gros budget) du fait de l'importance de leur levée de fonds initiale.

### Levier d'acquisition
Peu après sa sortie, What Remains of Edith Finch est sélectionné à plusieurs reprises par des éditeurs tiers comme outil d'acquisition pour leur plateforme : il est ainsi offert aux utilisateurs de l'Epic Games Store en janvier 2019, puis aux joueurs abonnés au service PlayStation Plus en mai 2019.
En 2020, l'éditeur de moteur de jeu Epic Games met gratuitement à disposition plusieurs éléments graphiques issus de What Remains of Edith Finch dans la bibliothèque de l'Unreal Engine. Issue de scènes du manoir, de la plage, ou du royaume fantastique de Lewis, une collection de plus de 3 000 extraits d'environnements, d'objets du décor et de textures est ainsi rendue libre d'utilisation dans l'industrie à tout développeur travaillant avec le moteur Unreal. Ce partage d'éléments d'un jeu n'appartenant pas à Epic Games est inhabituel et a possiblement coûté plusieurs millions de dollars à l'éditeur, et paraît alors témoigner d'une politique plus agressive de celui-ci pour distinguer son moteur de jeu de ses compétiteurs tels qu'Unity.